# Convenția Democrată Română
Convenția Democrată Română (CDR) a fost o alianță politică și electorală formată în anul 1991 de partidele care, la fondarea convenției, reprezentau opoziția față de guvernarea Frontului Salvării Naționale (FSN). CDR a câștigat alegerile parlamentare din anul 1996 și, împreună cu Partidul Democrat (PD) precum și cu Uniunea Democrată Maghiară din România (UDMR/RMDSZ), a format o largă coaliție politică de guvernare a României până în noiembrie 2000. Începând din 13 august 1996, denumirea a fost ușor modificată în Convenția Democratică din România. CDR a fost desființată în anul 2000.

## Constituirea CDR
Viața politică din România imediat după revoluția din 1989 s-a caracterizat prin dominația exercitată de Frontul Salvării Naționale (FSN), care la alegerile din 1990, obținuse circa 66% din voturile exprimate, iar președintele Ion Iliescu, candidatul susținut de FSN, câștigase alegerile prezidențiale cu circa 85% din voturi. Opoziția, reprezentată în principal de vechile partide istorice care renăscuseră după Revoluția din 1989 – Partidul Național Țărănesc Creștin Democrat (PNȚCD – în fapt continuator al Partidului Național Țărănesc), Partidul Național Liberal (PNL) și Partidul Social-Democrat Român (PSDR) – era fărâmițată și nu putea constitui o contrapondere reală la forța politică a FSN, care era văzut de membrii partidelor istorice și de reprezentanți ai societății civile ca un continuator direct, sub o fațadă democratică, al Partidului Comunist Român.
CDR s-a constituit la 26 noiembrie 1991, pe baza unui protocol semnat de partidele membre ale Convenției Naționale pentru Instaurarea Democrației (PNȚCD, PNL, PSDR, PER, PAC și UDMR), precum și de alte formațiuni politice și civice din cadrul Forumului Democratic Antitotalitar din România (Partidul Unității Democratice, Uniunea Democrat-Creștină, Alianța Civică, Asociația Foștilor Deținuți Politici din România, Solidaritatea Universitară, Asociația 21 Decembrie, Mișcarea România Viitoare, Sindicatul Politic „Fraternitatea”, Uniunea Mondială a Românilor Liberi).
În cursul anului 1992 au mai intrat în CDR Partidul Național Liberal-Convenția Democratică (aprilie), Partidul Național Liberal-Aripa Tânără (iunie) și Federația Ecologistă din România (august).

## CDR la alegerile din 1992
În alegerile locale de la începutul anului 1992, noua alianță politică și-a demonstrat forța, clasându-se pe locul al doilea, după Frontul Democrat al Salvării Naționale, formațiune politică desprinsă din Frontul Salvării Naționale, dar care reunea majoritatea foștilor membri ai acestuia. Un succes electoral major a fost reprezentat de alegerea ca primar al municipiului București a lui Crin Halaicu, un reprezentant al CDR, propus de către PNL. Însă în aprilie 1992 PNL a hotărât părăsirea CDR, ceea ce a prilejuit scindarea partidului, din care s-a desprins gruparea denumită Partidul Național Liberal – Convenția Democratică, care a rămas în cadrul alianței.
Plecarea PNL a determinat reorganizarea CDR, realizată pe baza unui nou protocol semnat la 24 iunie 1992, și a făcut ca alianța să fie dominată acum de PNȚCD și liderul acestuia Corneliu Coposu. Numele PNȚCD a continuat să fie legat de cel al CDR până la alegerile din 2000. La 27 iunie 1992, CDR a decis susținerea candidaturii lui Emil Constantinescu în alegerile prezidențiale ce urmau a avea loc în toamna acelui an.
Alegerile parlamentare și prezidențiale din septembrie – octombrie 1992 au consolidat poziția CDR ca principală forță de opoziție. Alianța a obținut circa 20% din voturi la alegerile parlamentare, iar Emil Constantinescu s-a calificat în turul al doilea al alegerilor prezidențiale, obținând 31,24% din voturi (în primul tur de scrutin), respectiv 38,57% din voturi în turul al doilea.
În noiembrie 1992, Corneliu Coposu a demisionat din poziția de președinte al Convenției, recomandându-l ca succesor pe Emil Constantinescu.

## Eforturi de redefinire
Coabitarea partidelor politice în interiorul Convenției a fost relativ dificilă. Printre sursele de tensiune cele mai importante erau eforturile partidelor mai mici de a realiza o contrapondere la dominația PNȚCD, precum și politica UDMR de a obține autonomia teritorială pe criterii etnice. Pe rând, PSDR, UDMR, Partidul Liberal ’93 și Partidul Alianța Civică aveau să părăsească alianța, în perioada februarie – martie 1995.
La 22 martie 1995, Constantinescu a fost reales ca președinte al CDR, ceea ce în mod automat însemna susținerea acestuia la candidatura pentru funcție de președinte al României. În toamna anului 1995, CDR și-a lansat platforma politică pe baza căreia urma să acționeze în alegerile locale și generale din 1996, care a primit numele de „Contractul cu România” (23 noiembrie 1995). În esență, Contractul cu România promitea îmbunătățirea simțitoare a vieții românilor în decurs de 200 de zile de la preluarea guvernării.

## Alegerile locale și generale din 1996
Alegerile locale din iunie 1996 au demonstrat ascensiunea popularității CDR. Aceasta a obținut un număr aproximativ egal de voturi cu partidul de guvernare de la acel moment – Partidul Democrației Sociale din România (PDSR), care era succesorul fostului FDSN. Alegerile locale din București au fost din nou câștigate de CDR, care a obținut atât mandatul de primar al Capitalei, prin Victor Ciorbea, cât și cinci dintre cele șase primării de sector.
Alegerile parlamentare din noiembrie 1996 au fost câștigate de CDR, care a obținut 30,7% din voturi. Locurile de parlamentar obținute au fost repartizate între partidele componente, pe baza unor evaluări făcute cu privire la popularitatea acestora, pe baza a trei sondaje de opinie. Astfel, ponderea principală revenea în continuare PNȚCD, urmat de PNL și PNL – CD.
La primul tur de scrutin al alegerilor prezidențiale de la 3 noiembrie 1996, candidatul CDR, Emil Constantinescu, s-a clasat pe locul 2, după Ion Iliescu, dar înaintea lui Petre Roman. La 7 noiembrie s-a semnat un acord de colaborare electorală, parlamentară și guvernamentală între CDR și Uniunea Social-Democrată (USD), constituită din PD și PSDR, prin care s-au pus temeliile unei majorități parlamentare suficiente pentru a înlătura guvernul PDSR. Prin semnarea acordului, s-a convenit susținerea lui Emil Constantinescu în turul al doilea al alegerilor prezidențiale, ceea ce a dus la victoria acestuia, cu 54,41% din voturi. La 6 decembrie 1996, s-a semnat un acord de solidaritate guvernamentală cu UDMR, trecându-se astfel la prima tranziție pașnică de putere în România din perioada postbelică.

## Guvernarea și destrămarea CDR (1996–2000)
Potrivit acordurilor încheiate cu PD și UDMR, CDR dispunea de circa 61% din portofoliile guvernamentale, revenindu-i și postul de prim-ministru, în care a fost numit Victor Ciorbea, care în calitate de primar al Bucureștiului își câștigase o mare popularitate și o reputație de onestitate, apreciată într-o țară răvășită de acuzații de corupție. Guvernul a întârziat însă programul de reforme care era necesar pentru reorganizarea economiei, în care sectorul de stat era încă predominant. Unul dintre motivele care s-a invocat a fost necesitatea de a asigura pacea socială în vederea susținerii candidaturii României la NATO, care însă a fost respinsă la summitul de la Madrid din iulie 1997. Totuși conducerea organizației a anunțat că România, alături de Slovenia vor fi avute în vedere cu prioritate pentru un al doilea val al extinderii, lucru care s-a și întâmplat, România fiind admisă în 2004.
Guvernul Ciorbea se prăbușește la 30 martie 1998, ca urmare a unei lungi agonii politice declanșate de conflictul cu PD, început printr-un interviu luat lui Traian Băsescu, atunci ministru al transporturilor, publicat în decembrie 1997 în cotidianul „Evenimentul Zilei”. Înlocuitorul lui Ciorbea a fost Radu Vasile, și el membru al PNȚCD, dar care avea legături de apropiere cu mai multe forțe politice. Nici noul guvern nu a reușit să demareze cu hotărâre reformele economice necesare, iar acțiunile care au fost începute, cum sunt cele legate de disponibilizarea personalului din minerit, una dintre cele mai puțin rentabile ramuri economice susținute de către stat, au rezultat în crize sociale majore, cum a fost încercarea minerilor de a veni la București, la începutul anului 1999, pentru a răsturna Guvernul. O altă criză majoră care a dat o lovitură grea prestigiului guvernării CDR a fost cea din Kosovo. România a sprijinit decizia NATO de bombardare a Serbiei, ca reacție față de criza umanitară declanșată în provincia Kosovo de conflictul sârbo-albanez. Această opțiune a fost însă criticată în presă și resimțită de opinia publică ca un act nedrept și ostil față de o țară prietenă a României. În ciuda acestor probleme, guvernul Radu Vasile a marcat totuși o realizare majoră: în decembrie 1999, la Consiliul European de la Helsinki, România a fost invitată să înceapă negocierile de aderare la Uniunea Europeană. În cele din urmă, PNȚCD i-a retras sprijinul politic lui Radu Vasile, care după lungi pertractări cu președintele României, a fost de acord să demisioneze, părăsind ulterior PNȚCD.
La sfârșitul anului 1999 era clar că CDR nu va mai avea forța de a câștiga alegerile generale din 2000, astfel încât i-a fost foarte dificil să mai propună un prim-ministru din rândurile sale. CDR a sprijinit însă candidatura lui Mugur Isărescu, guvernator al Băncii Naționale a României.
Măcinată de lipsa de unitate cu partenerii de coaliție, dar și de fricțiunile din interiorul său, precum și de criza economică în care se zbătea România post-comunistă, popularitatea CDR s-a erodat puternic. PNȚCD, în calitate de principal partid al alianței, a suferit cel mai puternic. Al doilea partid din Convenție, PNL, a solicitat întâi instituirea unei situații de paritate cu PNȚCD, optând apoi pentru a se prezenta pe liste separate la alegerile locale din 2000, la care CDR a obținut rezultate modeste, clasându-se pe locul 5, după numărul de mandate obținute. Pentru alegerile generale din toamna anului 2000, PNL nu a mai revenit în Convenție, astfel că la 7 august 2000, la inițiativa PNȚCD, împreună cu alte partide mai mici (Uniunea Forțelor de Dreapta, Alianța Națională Creștin Democrată, Partidul Moldovenilor, Federația Ecologistă din România) s-a constituit o nouă alianță politică, denumită Convenția Democrată Română 2000, care însă nu a reușit să strângă suficiente voturi (10% din voturile valabil exprimate - pentru alianțele electorale, pragul instituit de legea electorală în vigoarea la data alegerilor era de 4% pentru primul partid din alianță + 3% pentru al doilea partid membru al alianței + câte 1% pentru, eventual, fiecare al membru al alianței, rezultând pentru CDR 2000 un prag de 4+3+1+1+1=10%) pentru a mai intra în Parlament.

## Rezultate electorale

### Alegeri parlamentare
| An   | Camera Deputaților | Camera Deputaților | Camera Deputaților | Senat     | Senat        | Senat    | Poziție | Rezultat                                                             | Guvern                                                      |
| An   | Voturi             | Procente (%)       | Mandate            | Voturi    | Procente (%) | Mandate  | Poziție | Rezultat                                                             | Guvern                                                      |
| ---- | ------------------ | ------------------ | ------------------ | --------- | ------------ | -------- | ------- | -------------------------------------------------------------------- | ----------------------------------------------------------- |
| 1992 | 2.117.144          | 19,46              | 82 / 341           | 2.210.722 | 20,16        | 34 / 143 | 2       | Opoziție față de Guvernul Văcăroiu (1992–1996)                       | N/A                                                         |
| 1996 | 3.692.321          | 30,17              | 122 / 343          | 3.772.084 | 30,70        | 53 / 143 | 1       | Guvern împreună cu PD și UDMR/RMDSZ (1996–2000)                      | Ciorbea (1996–1998) Vasile (1998–1999) Isărescu (1999–2000) |
| 2000 | 546.135            | 5,04               | 0 / 140            | 575.706   | 5,29         | 0 / 140  | 6       | Opoziție în afara parlamentului față de Guvernul Năstase (2000–2004) | N/A                                                         |

Notes:
1 Împărțirea mandatelor în 1992: PNȚCD (21 senatori and 41 deputați), PAC (7 senatori and 13 deputați), PNL-AT (1 senator and 11 deputați), PSDR (1 senator and 10 deputați), PNL-CD (4 senatori and 3 deputați) and PER (0 senatori and 4 deputați).

2 Împărțirea mandatelor în 1996: PNȚCD (25 senatori and 81 deputați), PNL (22 senatori and 28 deputați), PNL-CD (1 senatori and 4 deputați), PAR (3 senatori and 3 deputați), PER (1 senator and 5 deputați) and FER (1 senator and 1 deputat).

### Alegeri prezidențiale
| An   | Candidat            | Primul tur | Primul tur   | Primul tur | Al doilea tur | Al doilea tur | Al doilea tur | Rezultat            |
| An   | Candidat            | Voturi     | Procente (%) | Poziție    | Voturi        | Procente (%)  | Poziție       | Rezultat            |
| ---- | ------------------- | ---------- | ------------ | ---------- | ------------- | ------------- | ------------- | ------------------- |
| 1992 | Emil Constantinescu | 3.717.006  | 31,1%        | 2          | 4.641.207     | 38,6%         | 2             | A pierdut alegerile |
| 1996 | Emil Constantinescu | 3.569.941  | 28,2%        | 2          | 7.057.906     | 54,4%         | 1             | Ales președinte     |
| 2000 | Mugur Isărescu      | 1.069.463  | 9,5%         | 4          |               |               |               | A pierdut alegerile |